# 殉道者紀年
| 紀年           | 年份 |
| -------------- | ---- |
| 公元／基督紀年 | 2025 |
| 殉道者紀年     | 1741 |

殉道者紀年，或譯殉道士紀年、殉道聖人紀年（拉丁語：anno martyrum），又稱戴克里先紀年（拉丁語：anno Diocletiani），是基於羅馬皇帝戴克里先即位年的紀年方法。戴克里先發動了羅馬帝國對基督徒的最後一次大規模迫害。該紀年方式自公元4世紀起獲亞歷山大教會使用，由公元5世紀至今一直被亞歷山大科普特正教會使用。亞歷山大教會製作的復活節日期表中便使用該紀年方式。
戴克里先於公元284年11月20日即位，該年設為紀元年，以科普特曆新年（即公元284年8月29日）為首日。

## 停用
東羅馬人狄奧尼修斯·伊希格斯以紀念耶穌誕生的基督紀年取代戴克里先紀年，以淡化對迫害基督徒的暴君的記憶。基督紀年隨即在西方拉丁世界取得主導地位，但直到現代才開始在東方希臘世界使用。

## 外部連結
- Herbermann, Charles (编). . . Robert Appleton Company. 1913. (alternate link （页面存档备份，存于）)